# Eduard Brückner
Eduard Brückner (ur. 29 lipca 1862 w Jenie, zm. 20 maja 1927 w Wiedniu) – niemiecki geograf i klimatolog, profesor uniwersytecki, badacz Alp i ich przeszłości dyluwialnej. W klimatologi używane jest wyrażenie cykl brücknerowski.
Studiował w latach 1881-1885 w Uniwersytecie w Dorpacie, Dreźnie i Monachium, gdzie w 1885 uzyskał doktorat. Wykładał geografię fizyczną w Obserwatorium Morskim w Hamburgu, w 1888 otrzymał powołanie na Uniwersytet w Bernie, w 1904 przeniósł się do Halle, a w latach 1906-1927 był profesorem na Uniwersytecie Wiedeńskim.